# 劉麗蘭
劉麗蘭，台灣綠黨第十四屆共同召集人、「看守土城愛綠聯盟」總幹事，新北市看守土城愛綠協會理事致力於環境保護運動與公民生態教育，並且於土城彈藥庫境內持續推行有機農業、環境教育。

## 參選經歷
2010年，劉麗蘭參加新北市土城區埤塘里里長選舉，最後以683票(33.41%)不敵對手而落敗,但由於新北市升格其得票數已達傳統票數的半數。